# Cremastus subtilis
Cremastus subtilis är en stekelart som beskrevs av Dasch 1979. Cremastus subtilis ingår i släktet Cremastus och familjen brokparasitsteklar. Inga underarter finns listade i Catalogue of Life.